# Caza variable
Un caza variable, (también conocido como Valkirie Variable Figther, es un avión de caza mecha transformable aeroespacial ficticio, diseñado principalmente por Shoji Kawamori del Studio Nue para la serie animada The Super Dimension Fortress Macross y más tarde para los proyectos relacionados. Todos y cada uno de los cazas variables de la franquicia Macross han sido creados por Kawamori (con excepción de aquellos del anime Macross II).
También se conoce como "Valkyrie" en el universo Macross, debido a la gran popularidad del primer modelo de caza variable conocido y usado durante la Primera guerra espacial, el VF-1 Valkyrie.
Contrario a lo que muchos fans de Robotech piensan, los cazas variables fueron creados en su totalidad por Shōji Kawamori sin ninguna participación de Harmony Gold ni de Carl Macek.

## Características de diseño
Su característica más notable es la capacidad de transformar, por lo general en un robot gigante humanoide llamado Battroid y un modo intermedio llamado GERWALK (Ground Effective Reinforcement of Winged Armament with Locomotive Knee-joint), en la que la nariz y las alas tienen un par de piernas "ave caminadora" que se extienden por debajo permitiendo despegues y aterrizajes verticales, y dos brazos extendidos hacia adelante desde los lados. Otro punto de diseño prevalente (pero no universal) es el uso de un contenedor de armamento desmontable en lugar de un cañón montado internamente, que puede emplearse como un arma de mano en los modos GERWALK y Battroid. Los cazas variables normalmente también tienen uno o más láseres móviles montados en la cabeza en el modo Battroid, que están estibados internamente o son utilizados como armamento fijo en combate y en modo GERWALK.

## Fondo ficticio
En la serie original, el descubrimiento de la raza gigante "Zentradi", alienígenas humanoides genéticamente modificados para la conquista militar, fue el motivo para iniciar el desarrollo de los cazas variables (sobre todo por su modo Battroid). Aunque la humanidad todavía no había conocido a ningún "Zentradi", el descubrimiento del SDF-1 Macross y sus acomodaciones para gigantes humanoides justifican el desarrollo de un arma que podría permitir a la humanidad, luchar contra los alienígenas en su propio entorno (modo Battroid) en la tierra (modo GERWALK) y en el aire (modo Fighter). Por lo tanto, la investigación de la Overtechnology alienígena culminó con el desarrollo de los cazas variables para la U.N. Spacy.

## Cazas variables (continuidad oficial de Macross)
(Los artículos que aparecen entre paréntesis indican el videojuego o serie donde aparecieron por primera vez):
- Stonewell/Bellcom VF-X - Vehículo de vuelo en modo de prueba, no transformable.[1]
- VF-X-1 - Vehículo de vuelo en modo de prueba, transformable.
- Northrop Grumman/Stonewell/Shinnakasu VF-0 Phoenix (Macross Zero) - Prototipo avanzado del VF-1 para uso atmosférico solamente y utilizado por la U.N. Spacy en el año 2008.
- Sukhoi/Israel Aircraft Industries/Dornier SV-51 (Macross Zero) - Nave de ataque variable exclusivamente atmosférica usada por las Fuerzas de Anti-Unificación.
- Stonewell/Bellcom VF-1 Valkyrie (serie Macross) - Nave variable aeroespacial principal de combate de la U.N. Spacy desde el 2009 hasta el 2012.[1][2][3][8]
- Stonewell/Bellcom/Shinnakasu SDP-1 Stampede Valkyrie (Macross: Remember Me) - Nave variable de ataque pesado diseñada para atacar cruceros espaciales.
- VF-X-2
- VF-3/VF-X-3 Star Crusader (Macross: Remember Me) - Prototipo de interceptor espacial basado en el VF-1 Valkyrie.
- Stonewell/Bellcom/Shinnakasu VF-3000 Crusader (Macross M3) - Versión pesada del VF-1 diseñada para uso principalmente atmosférico.
- VF-X-4[1]
- Stonewell Bellcom VF-4 Lightning III (Macross Flashback 2012) - Nave variable aeroespacial principal de combate de la U.N. Spacy desde el 2013 hasta el 2030.
- VF-5
- Shinsei Industry VF-5000 Star Mirage (Macross M3) - Versión compacta y más avanzada del VF-3000 optimizada para uso atmosférico en diferentes planetas.
- VF-6
- VF-7
- Variable Glaug  (Macross M3)
- General Galaxy VF-9 Cutlass (Macross M3)
- Shinsei Industry VF-11 Thunderbolt (Macross Plus) - Nave variable aeroespacial principal de combate de la U.N. Spacy desde el 2030 hasta el 2040.[9]
- General Galaxy/Messer VF-14 Vampire (Macross 7)
- VF-15
- VF-16
- General Galaxy VF-17 Nightmare (Macross 7)[9][10]
- Neo Glaug - Nave robot variable de ataque diseñada por humanos y basada en el Glaug Zentradi.[11]
- Shinsei Industry YF-19 "Alpha One" o "Eagle One" (Macross Plus)

.
- Shinsei Industry VF-19 Excalibur (Macross 7) - Modelo de producción del YF-19 lanzado en el 2046.[12]
- Shinsei Industry/Macross Frontier Arsenal Original Development/L.A.I VF-19ADVANCE Excalibur Advance (Macross Frontier: The Wings of Goodbye)
- General Galaxy YF-21 "Omega One" (Macross Plus) - Prototipo del VF-22 Sturmvogel. Incluye un sistema experimental avanzado de control mediante la mente.[11]
- General Galaxy VF-22 Sturmvogel II (Macross 7) - Versión en masa del YF-21 producida en el 2046. No incluye el sistema de control mental debido a deficiencias en el prototipo.[13]
- General Galaxy VF-171 Nightmare Plus (Macross Frontier) - Nave estándar de ataque de la flota Frontier de la N.U.N.S. en el 2059.[14]
- Shinsei Industry/General Galaxy YF-24 Evolution (Macross Frontier) - Prototipo de ala Delta del VF-25 Messiah y el VF-27 Lucifer.[15]
- Shinsei Industry/Macross Frontier Arsenal Original Development/L.A.I. YF-25 Prophecy (Macross Frontier The Movie: The False Diva) - Prototipo del VF-25 Messiah de la flota Frontier de la N.U.N.S.
- Shinsei Industry/Macross Frontier Arsenal Original Development/L.A.I. VF-25 Messiah (Macross Frontier) - Nueva nave variable de ataque de la flota Frontier de la N.U.N.S. y utilizada inicialmente por la compañía de contratistas militares privados S.M.S. (Strategic Military Services) para evaluar su desempeño en combate bajo condiciones de batalla. Incluye las variantes VF-25F, VF-25G, VF-25S y RVF-25[16][17][18][19][20][21][22][23]
- Macross Galaxy Variable Fighter Development Arsenal (Guld Works) VF-27 Lucifer (Macross Frontier)[24]
- General Galaxy VF-171EX Nightmare Plus EX (Macross Frontier) - Versión avanzada del VF-171 diseñada para combatir a los alienígenas Vajra.
- Shinsei Industry/Macross Frontier Arsenal Original Development/L.A.I. YF-29 Durandal (Macross Frontier: The Wings of Goodbye) - Versión super avanzada con alas invertidas y canards del VF-25 utilizada exclusivamente por la S.M.S.
- Shinsei Industry/Macross Frontier Arsenal Original Development/L.A.I. YF-30 Chronos (Macross 30: The Voice that Connects the Galaxy) - Nuevo prototipo de caza variable utilizado por la S.M.S.
- VF-31 Siegfried (Macross Delta) - Versión mejorada y producida en masa del YF-30 Chronos usada por la "Unidad Táctica de Sonido Walküre". Sus atributos incluyen alas invertidas en modo fighter y puertos de armas retráctiles en cada brazo en modo battroid.
- SV-262 Draken III (Macross Delta) - Nuevo cazar variable avanzado con alas en doble delta y usado por el "Equipo de Valquirias de los Caballeros Aéreos del Reino del Aire".